# Cyperus thomsonii
Cyperus thomsonii är en halvgräsart som beskrevs av Johann Otto Boeckeler. Cyperus thomsonii ingår i släktet papyrusar, och familjen halvgräs. Inga underarter finns listade i Catalogue of Life.